# Nicole Ladmiral
Nicole Ladmiral (Parigi, 16 gennaio 1930 – Parigi, 12 aprile 1958) è stata un'attrice francese.

## Biografia
Nata a Parigi nel 1930, è nota per la toccante interpretazione del personaggio di Chantal, in Diario di un curato di campagna, di Robert Bresson.
Morì suicida, a soli 28 anni, in una tragica continuità con il tormentato personaggio appena citato, gettandosi a Parigi sotto il metro, lasciando una figlia, di nome Ariane, nata dal matrimonio con lo scrittore e attore Roland Dubillard.

## Filmografia
- Deux sous de violettes (1951)
- Diario di un curato di campagna (1951)

## Teatro
- 1952 : Quarante et quatre di Jean Davray, messa in scena Raymond Rouleau, Théâtre Michel